# Schwerterkreuz 1814–1815
Das Schwerterkreuz 1814–1815 wurde am 22. Mai 1819 von Landgraf Friedrich V. von Hessen-Homburg gestiftet und konnte allen Untertanen verliehen werden, die sich in den Feldzügen anlässlich der Befreiungskriege gegen Frankreich ausgezeichnet hatten.
Das Silber vergoldete Ordenszeichen ist in seiner Form ungewöhnlich. Es ist aus einem senkrechten und einem waagrechten, mit der Spitze nach links zeigenden, antiken Schwert gebildet, das im Zentrum kreuzweise zusammengebunden ist. Auf dem Band sind die Jahreszahlen 1814 1815 zu sehen. Rückseitig auf dem Band von links oben die Initialen des Stifters  F L L  (Friedrich Ludwig Landgraf).
Getragen wurde die Auszeichnung an einem ponceauroten Band mit vier weißen Streifen auf der linken Brustseite.
Für den Großherzog Ludwig I. von Hessen wurde ein vergrößertes Ordenszeichen geschaffen, das als Halsdekoration getragen wurde.